# 平康·次仁顿珠
平康·次仁顿珠（?—）藏族，籍贯不详，中华人民共和国官员。

## 生平
平康·次仁顿珠是十一世达赖的后代，原是西藏噶厦四品官。后来，他在1980年代任拉萨市人大常委会副主任、拉萨市政协副主席、第六、七届全国政协委员。
在拉萨市及全国政协任职期间，他曾到贫困的墨竹工卡县和较富裕的曲水县调查，认为水利问题是大事。为此他向西藏自治区人民政府提出解决办法，受到西藏自治区人民政府的重视。后来他还将该意见写成全国政协六届五次会议提案。 